# Liste der Abgeordneten zum Salzburger Landtag (Austrofaschismus)
Diese Liste der Abgeordneten zum Salzburger Landtag (Austrofaschismus) listet alle Abgeordneten zum Salzburger Landtag in der Periode des Austrofaschismus auf. Die Gesetzgebungsperiode begann mit der Konstituierung des Landtags am 22. November 1934, wobei die Mitglieder am 1. November 1934 ernannt wurden. Die Ernennung erfolgte auf Grund der an diesem Tag in Kraft getretenen Landesverfassung auf ständischer Grundlage, die die Landesverfassung von 1934 außer Kraft setzte. Der Landtag behielt seine Gesetzgebungskompetenz bis zum 17. März 1938, als die Gesetzgebungskompetenz der Landtage durch den Zweiten Führererlass über die Einführung deutscher Reichsgesetze in Österreich endete. Dieses Gesetz bestimmte die Anwendung des Gesetzes vom 30. Jänner 1934 über den Neuaufbau des Reiches auch auf das ehemalige Staatsgebiet von Österreich, womit die bisherigen Landtage aufzulösen waren. De facto hatten die Landtage jedoch bereits mit dem Einmarsch der Wehrmacht in Österreich am 12. März 1938 ihre Kompetenzen verloren. Während der Amtszeit des ständischen Landtags amtierte die Landesregierung Rehrl IV.

## Funktionen

### Landtagspräsidenten
Nach der Konstituierung des Landtags am 22. November 1934 übernahm an diesem Tag Josef Knosp das Amt des Landtagspräsidenten. Als Landtagsvizepräsidenten fungierten Matthias Hutter und Rupert Kastner.

### Landtagsabgeordnete
| Name                        | Fraktion                            | Anmerkung                                             |
| --------------------------- | ----------------------------------- | ----------------------------------------------------- |
| Aschauer-Lichtenthurn Erich | Öffentlicher Dienst                 |                                                       |
| Bayr Alfred                 | Geld-Kredit- und Versicherungswesen |                                                       |
| Dick Alois                  | Handel und Verkehr                  |                                                       |
| Dürlinger Franz             | Land- und Forstwirtschaft           | am 1. März 1938 für Isidor Grießner angelobt          |
| Fersterer Bartholomäus      | Land- und Forstwirtschaft           |                                                       |
| Filzer Johannes             | Kirche                              | vertrat Sigismund Waitz bis zum 5. Februar 1935       |
| Grießner Isidor             | Land- und Forstwirtschaft           | nach Eintritt in die Landesregierung ausgeschieden    |
| Gugg Friedrich              | Gewerbe                             |                                                       |
| Haupolter Walter            | Freie Berufe                        |                                                       |
| Haustein Otto               | Schul- und Volksbildungswesen       |                                                       |
| Hell Franz                  | Handel und Verkehr                  |                                                       |
| Hochleitner Adolf           | Land- und Forstwirtschaft           |                                                       |
| Hofer Franz                 | Land- und Forstwirtschaft           | am 1. Dezember 1937 für Johann Kaufmann eingetreten   |
| Hofer Johann                | Gewerbe                             |                                                       |
| Hutter Matthias             | Land- und Forstwirtschaft           |                                                       |
| Kastner Rupert              | Gewerbe                             |                                                       |
| Kaufmann Johann             | Gewerbe                             | nach Wahl zum Salzburger Stadtrat ausgeschieden       |
| Knosp Josef                 | Handel und Verkehr                  |                                                       |
| Mayrhofer Johann            | Land- und Forstwirtschaft           |                                                       |
| Nölscher Karl               | Land- und Forstwirtschaft           |                                                       |
| Paumgartner Bernhard        | Kunst und Musik                     |                                                       |
| Radauer Josef               | Industrie und Bergbau               |                                                       |
| Sagmeister Michael          | Land- und Forstwirtschaft           |                                                       |
| Stadler Hans                | Industrie und Bergbau               |                                                       |
| Stepski-Doliwa Ludwig       | Industrie und Bergbau               |                                                       |
| Triflinger Engelbert        | Industrie und Bergbau               |                                                       |
| Waitz Sigismund             | Kirche                              | von Johannes Filzer bis zum 5. Februar 1935 vertreten |
| Rosa Weiser                 | Erziehungswesen                     |                                                       |
| Ziller Josef                | Land- und Forstwirtschaft           |                                                       |